# Championnat d'Autriche féminin de football 1990-1991
Navigation
Édition précédente Édition suivante
La saison 1990-1991 du Championnat d'Autriche féminin de football (Österreichische Fußball-Frauenmeisterschaft) est la vingt-deuxième saison du championnat.
Cette saison, avec le retrait de deux clubs en fin de saison passée le championnat passe à 10 équipes.

## Organisation
La compétition se déroule en mode championnat, chaque équipe joue deux fois contre chaque équipe adverse participante, une fois à domicile et une fois à l'extérieur.

## Compétition
Une victoire = 2 points, un match nul = 1 point.

### Classement
| Rang | Équipe                   | Pts | J  | G  | N | P  | Bp | Bc | Diff |
| ---- | ------------------------ | --- | -- | -- | - | -- | -- | -- | ---- |
| 1    | Union Kleinmünchen C     | 26  | 16 | 12 | 2 | 2  | 83 | 13 | +70  |
| 2    | DFC Ostbahn XI           | 26  | 16 | 11 | 4 | 1  | 57 | 14 | +43  |
| 3    | SC Brunn am Gebirge (de) | 26  | 16 | 12 | 2 | 2  | 54 | 14 | +40  |
| 4    | USC Landhaus             | 23  | 16 | 10 | 3 | 3  | 57 | 13 | +44  |
| 5    | First Vienna FC 1894     | 15  | 16 | 6  | 3 | 7  | 31 | 39 | -8   |
| 6    | 1. DFC Leoben            | 14  | 16 | 6  | 2 | 8  | 30 | 30 | 0    |
| 7    | SV Wienerfeld            | 6   | 16 | 3  | 0 | 13 | 10 | 97 | -87  |
| 8    | ASV Austria Vösendorf    | 4   | 16 | 2  | 0 | 14 | 20 | 60 | -40  |
| 9    | SC Neunkirchen           | 4   | 16 | 2  | 0 | 14 | 14 | 76 | -62  |
| 10   | ESV Stadlau/Kaisermühlen | 0   | 0  | 0  | 0 | 0  | 0  | 0  | 0    |

| Légende : Qualifications et relégations | Légende : Qualifications et relégations                            |
| --------------------------------------- | ------------------------------------------------------------------ |
|                                         | Champion d'Autriche                                                |
|                                         | Relégué en deuxième division                                       |
|                                         | T : Tenant du titre P : Promu C : Vainqueur de la Coupe d'Autriche |

- ESV Stadlau/Kaisermühlen se retire en cours de championnat.
- Le Union Kleinmünchen remporte son deuxième titre de champion d'Autriche ainsi que la Coupe d'Autriche.